# Wapen van Bremen
Het wapen van Bremen wordt als volgt omschreven:
Het wapenschild van de Vrije Hanzestad Bremen toont een zilveren sleutel op een rood schild. De sleutel is het attribuut van Simon Petrus, de beschermheilige van de Dom van Bremen, en werd voor het eerst weergegeven in het zegel van de stad Bremen in 1366, na de bevrijding van de bezetting door prins-aartsbisschop Albrecht van Brunswijk-Lüneburg, en werd later het belangrijkste onderdeel van het wapen van de stad.

## Geschiedenis

Het wapen verleend door Napoleon Bonaparte in 1811

Het wapen werd in 1811 door Napoleon Bonaparte officieel bevestigd. Dit is het enige wapen met de historische kleuren van Bremen. De drie bijen zijn afgeleiden van het Napoleontische rijk als onderdeel van de traditie van de Franken. Ze staan symbool voor de Franse idealen onsterfelijkheid en wedergeboorte. Het was dan ook een grote eer toen Napoleon de bijen aan de stad schonk, in de rode en gouden kleuren van zijn familie.
Voor en na het Napoleontische tijdperk, vanaf de 16e eeuw, waren de rode en witte kleuren van de Hanzesteden belangrijker. In deze tijd werd het schild ondersteund door engelen, maar vanaf 1568 werden ze vervangen door leeuwen. In 1617 werd een helm toegevoegd, maar deze maakte nooit officieel deel uit van het wapen. De kroon op het wapen dateert uit de late 16e eeuw.